# Philodromus tortus
Philodromus tortus är en spindelart som beskrevs av Charles Denton Dondale och James H. Redner 1969. Philodromus tortus ingår i släktet Philodromus och familjen snabblöparspindlar. Inga underarter finns listade i Catalogue of Life.